# El circo (historieta de Mortadelo y Filemón)
El circo es una historieta del dibujante de historietas español Francisco Ibáñez perteneciente a la serie Mortadelo y Filemón.  

## Sinopsis
La T.I.A. ha descubierto que se están introduciendo en el país grandes cantidades de contrabando. Se sospecha que los alijos pasan la frontera ocultos entre los enseres del circo "Sidral Circus" y que alguno de sus componentes es el culpable. Mortadelo y Filemón tendrán que ir a investigar, para ello intentarán entrar a formar parte del circo. Debido a su torpeza, Mortadelo y Filemón van fastidiando uno por uno todos los numeritos del circo, hasta que lo destruyen por completo. Al fin logran encontrar el alijo, aunque deben pagar indemnizaciones millonarias al dueño del circo por destruírselo.